# يوسف القفاري
يوسف محمد ناصر القفاري (مواليد عام 1972، الرياض) هو رجل أعمال سعودي شغل مناصب عدة مناصب إدارية في عدد من الشركات بالقطاع المصرفي والتجاري والصناعي والخدمي. شغل ومنذ يوليو 2018 منصب الرئيس التنفيذي لشركة «مهارة للموارد البشرية» حتى ديسمبر 2019، وهو عضو مجلس إدارة شركة «عبد الله سعد أبو معطي للمكتبات»، ومؤسس شركة «معين للاستقدام»، وشريك مؤسس في الهيئة العامة للسياحة والتراث الوطني السعودية.
حصل في عام 2019 عام جائزة أفضل رئيس تنفيذي عربي ضمن حفل «جوائز غلوبال العالمية» والذي أقيم في مراكش، المغرب.

## حياته المهنية
عمل القفاري في السابق كنائب رئيس وعضو مجلس إدارة «مجموعة لازوردي» بين عام 2005 و2006، نائب مساعد الأمين العام للهيئة السعودية للسياحة والتراث الوطني. لديه أيضًا خبرات مصرفية استمرت لأكثر من 10 سنوات، أحدها مع مجموعة سامبا المالية. وعضو مجلس إدارة «شركة الرياض للصناعات الغذائية» و«شركة عبد الله العثيم للاستثمار والتطوير العقاري».
شغل في الفترة بين الأعوام 2006-2009 و2013-2016 منصب الرئيس التنفيذي لـ«شركة أسواق عبد الله العثيم»، واستمر في عضوية مجلس الادراة في نفس الشركة حتى عام 2017. وتقلد عام 2011 منصب الرئيس التنفيذي لـ«شركة العثيم القابضة» وحتى عام 2013. كما رأس مجلس إدارة «شركة معين للإستقدام» منذ تأسيسها وحتى نهاية العام 2016، عُين بعدها عضو مجلس ادراة منتدب في «شركة عبد الله سعد أبو معطي للمكتبات» حتى تقلده منصب الرئيس التنفيذي لـ«شركة مهارة للموار البشرية».